# Xã Blue River, Quận Hancock, Indiana
Xã Blue River (tiếng Anh: Blue River Township) là một xã thuộc quận Hancock, tiểu bang Indiana, Hoa Kỳ. Năm 2010, dân số của xã này là 1.417 người.